# Alexis Bernadet

a Compétitions nationales et continentales officielles uniquement.

Dernière mise à jour le 16 avril 2025.
Alexis Bernadet, né le 2 juin 2001, est un joueur français de rugby à XV évoluant au poste de demi de mêlée. Il joue au sein de l'effectif du Montpellier HR à partir de 2024.

## Biographie

### Jeunesse et formation
Originaire de Pouillon, Alexis Bernadet naît le 2 juin 2001. En 2006, il commence la pratique du rugby à XV à Calmont au club d'Hers Lauragais XV,. En 2012, il change de club et signe au Football club villefranchois puis il intègre le Paris université club l'année suivante lorsque son père est muté en région parisienne,,. Durant la saison 2016-2017, il fait partie du pôle espoirs du lycée Lakanal à Sceaux,. En 2017, il rejoint le Stade français Paris et intègre l'effectif espoirs du club,,.
En 2019, après l'obtention de son baccalauréat, il fait le choix de revenir dans la région toulousaine pour ses études afin d'intégrer l'école d'ingénieurs de l'Institut national des sciences appliquées de Toulouse,,. En parallèle, il rejoint le club de l'Avenir castannéen en Fédérale 1,,. Lors de la première saison, il ne joue qu'avec les espoirs fédéraux,. La saison suivante est perturbée par la pandémie de Covid-19.
Durant l'été 2021, il rejoint l'US Montauban,. Fin août 2021, dès la première journée de Pro D2, il est placé sur le banc des remplaçants afin d'affronter l'US bressane mais il n'entre pas en jeu.
En avril 2022, il est sélectionné par l'équipe de France universitaire pour disputer un match contre l'Angleterre à Newcastle,.

### Débuts professionnels à Montauban (2022-2024)
En 2022, il intègre le groupe professionnel et réalise son premier match sur le terrain de Provence Rugby le 28 octobre. La semaine suivante, il est titulaire contre le RC Massy à Sapiac. Ses bonnes prestations tout au long de la saison ainsi que les blessures de ses coéquipiers à son poste le voient obtenir une place de deuxième demi de mêlée de l'effectif derrière Shaun Venter (en) et le conduisent à réaliser vingt feuilles de match, prenant part à dix-sept rencontres dont dix en tant que titulaire,. Cette bonne saison lui permet de signer son premier contrat professionnel, jusqu'en 2026.
Lors de sa deuxième saison en Pro D2, en décembre 2022, alors qu'il a disputé les treize premières journées du championnat, dont neuf en tant que titulaire pour deux essais inscrits, il se voit récompenser de l'Oscar espoir de la part du Midi olympique pour ses bonnes performances. Il conclut alors cette première partie de saison en qualité de demi de mêlée titulaire de son club. Pendant la deuxième partie de saison, il signe un précontrat avec le club de Top 14 du Montpellier Hérault Rugby afin de rejoindre ce dernier à partir de la saison prochaine. En fin de saison, il subit une déchirure au mollet et manque les deux dernières journées ainsi que le match de barrage contre le RC Narbonne où son club s'impose et garde sa place en Pro D2,,. Au total, il dispute vingt-six des trente journées de Pro D2, dont seize comme titulaire, et marque trois essais.

### Départ en Top 14 à Montpellier (depuis 2024)
À l'issue de la saison 2023-2024, son transfert au Montpellier HR est officialisé et il rejoint le club héraultais. Lors de la deuxième journée de Top 14, il fait ses débuts avec sa nouvelle équipe pendant une victoire à l'extérieur contre l'USA Perpignan où il entre à la place de Léo Coly. La journée suivante, il connaît sa première titularisation sur la pelouse de l'Aviron bayonnais, où il réalise une bonne performance en inscrivant son premier essai et étant impliqué sur plusieurs essais des siens, lors de la défaite 27 à 26 avec bonus défensif de son club. Il enchaîne ensuite les rencontres mais, en janvier 2025, il se blesse à l'épaule lors d'un match de Challenge Cup aux Newcastle Falcons et voit sa saison sérieusement compromise.